# Couplage
Con la parola francese couplage si definisce, in gergo ferroviario, l'insieme di due carrozze per trasporto di passeggeri, di cui una munita di scomparto cucina. La coppia così ottenuta, consentiva di servire al posto i pasti nei treni di lusso, formati generalmente da sole carrozze Pullman.
Tale termine venne coniato dalla CIWL proprio per indicare l'accurata disposizione alternata nel treno di una carrozza con cucina e di una senza, avendo cura di orientare la cucina verso il centro di ciascuna coppia di carrozze. Si rendeva, così, più agevole la distribuzione dei pasti all'interno del couplage che rimaneva indipendente da altri, se presenti nel convoglio.
Questa logica è stata usata anche in convogli più recenti, quali il TEE Binato Breda delle FS, formato, appunto, da due soli elementi automotori, di cui uno solo con cucina.